# Turbo Pascal
Turbo Pascal（ターボ パスカル）は、ボーランド社が発売していたPascalの統合開発環境である。

## 概要
エディタ、コンパイラ、リンカを統合した、パーソナルコンピュータ向け統合開発環境の最も初期の製品のひとつである。

## 歴史
スイスのチューリッヒ工科大学でPascalの創始者であるニクラウス・ヴィルトのもとで学んだフィリップ・カーンが、その素晴らしさをアンダース・ヘルスバーグに説き、Turbo Pascal を開発したとされる。
Turbo Pascal の元になっているのはシングルボードコンピュータキット Nascom 用の Blue Label Software Pascal (BLS Pascal) で、デンマークのコペンハーゲンに本社を置く PolyData MicroCenter 社 (アンダース・ヘルスバーグが所属) が開発した。BLS Pascal は Pascal のサブセット実装だった。後に CP/M 用の Pascal フルセット実装である Compas Pascal がリリースされ、他プラットフォームにも対応した Poly Pascal がリリースされた。この Poly Pascal を Borland がライセンス供与を受け、メニューシステムと新しいエディタを組み込んだものが Turbo Pascal である。Poly Pascal と Turbo Pascal は数年間並行して販売されていた。
Turbo Pascal の開発者であるアンダース・ヘルスバーグはインタビューに対し、デンマークで開発を行いアメリカへ渡ったフィリップ・カーンのもとへ定期的に郵送でプログラムを送っていたと答えている。この時点でフィリップ・カーンは不法滞在であったが、ボーランド社を名乗り Turbo Pascal を売り歩いた。その後、Turbo Pascal の成功をうけ本物のボーランド・インターナショナル社を米国にて設立した。
1983年11月、CP/M版・MS-DOS版が販売開始され、その後、Microsoft Windows 版が販売された。1986年には Apple Macintosh 版が販売されたが、長くはサポートされなかった。
個人で買えるほどの安い価格、アセンブラで記述され、全ての動作をRAM内で行う高速なコンパイラ、フルスクリーンエディタを含む使いやすい統合開発環境は大きな衝撃を与えた。当時のメジャーなフルスクリーンエディタであったWordStarの編集操作用キーボードショートカットをそのまま利用できたのも魅力であった。
バージョン4からは、Modula-2で実現された特徴のいくつかをPascalに取り込み、ソフトウェアパーツのユニット化（分割コンパイル）やインラインアセンブラの利用、ハードウェアへの低レベルアクセス（メモリ、I/Oポート直接アクセス、割り込み処理の実装）を可能にし、通常のPascalは守備範囲としていないハードウェア制御やグラフィック等を含むより実践的なソフトウェア開発が可能になった点などをあげることができる。バージョン5.5からオブジェクト指向機能を持つまでに拡張された。

## バージョン履歴

### Turbo Pascal (1983年11月)
CP/M、MS-DOS 版の販売開始。メニューシステムとWordStar 互換のエディタが組み込まれている。

### Turbo Pascal 2.0 (1984年4月)
CP/M, MS-DOS 用。自動オーバーレイ機能の追加や、MS-DOS 向けにグラフィクス、サウンド、カラーサポートが行われた。

### Turbo Pascal 3.0 (1985年8月)
CP/M, MS-DOS 用。コンパイラの性能が向上。Intel 8087 数値演算コプロセッサに対応する初めてのバージョン。16bit バージョンでは BCD 演算にも対応。

### Turbo Pascal 4.0 (1988年8月)
MS-DOS 用。CP/M のサポートは打ち切られた。COM 形式だけでなく EXE 形式の実行ファイルを生成できるようなった。uses 句はこのバージョンから使えるようになった。日本語版では、PC-98 対応となった。

### Turbo Pascal 5.0 (1989年2月)
エディタやオーバーレイが EMS / XMS に対応。Turbo Debugger が使えるようになっている。日本語版では、PC-98 に加え、FMR に対応となった。

### Turbo Pascal 5.5 (1990年1月)
オブジェクト指向を取り入れ、言語仕様的には Object Pascal となった。日本語版では対象機種から FMR が外れ、PC-98 のみとなった。

### Turbo Pascal 6.0 (1991年4月)
インラインアセンブラが使えるようになった。Turbo Vision も利用可能。日本語版製品としては最後の MS-DOS 専用版。対応する機種は PC-98。

### Turbo Pascal for Windows (1991年11月)
Windows で動作する Turbo Pascal。Turbo Pascal 6.0 がベースとなっている。対応する Windows は、3.0。対応する機種は、日本語版では PC-98。Windows 用クラスライブラリとして、ObjectWindows(OWL) が導入された。加えて、Borland C++ 2.0 より Resource Workshop 等の Windows 用ツールが導入された。日本語版製品としては最終版。

### Borland Pascal with Objects 7.0 (1992年10月)
製品名が変更となった。ただし、バージョン番号は継承している。また、Turbo Assembler や Turbo Pascal をはじめとした多くの製品・ツール・サンプル等が同梱されており、Windows/MS-DOSどちらの開発もサポートされたスイート製品。英語版のみ。Windows 3.1 に対応。

## 後継
Borland PascalとDelphiは、Turbo Pascalの後継ソフトウェアである。Turbo Pascal とDelphiの言語仕様はインテル系パーソナルコンピュータ上でのALGOL系言語ではデファクトスタンダードに近い存在となり、他のベンダからも（ソースレベルでの）Turbo PascalないしDelphi互換をうたう統合開発環境が数多く登場した。一方で、コード最適化の面では同じALGOL系各種言語を含む他の処理系に及ばない面もあった（ワンパスコンパイラの限界もあった）。
Windows対応に際して開発・導入された ObjectWindows (OWL) は、その後 Borland C++ 等他の言語製品でも使われるようになった。
2006年8月8日、ボーランド（現コードギア）は1995年(日本では1997年、または2001年)以降使われていなかった、Turbo ブランドを復活させた。

## 日本語版
日本語版のTurbo Pascalは、マイクロソフトウェアアソシエイツとサザンパシフィックの2社が独自に日本語化を行なっており販売価格も違っていた。最終的にはマイクロソフトウェアアソシエイツに一本化され、後にボーランドジャパン（マイクロソフトウェアアソシエイツとボーランドインターナショナルの共同出資；後のボーランド株式会社）から発売された。

## 著名な使用ソフト
- マルチペイント：PC-9801版の Turbo Pascal によって作成された、グラフィックソフト。作者はWoody-Rinn。
- パソコン通信のホスト運営プログラムのうち、Turbo BBS・およびこれの派生版であるRT BBSやKTBBS。ソースコードを含めて無償配布されていたため、派生アドオン機能を組み込んだホスト局が散見された。

## フリーウェアのリリース
2000年から2002年 にかけて Borland は "アンティークソフトウェア"（アバンダンウェア）となっていた Turbo Pascal のいくつかのバージョンをフリーウェアとしてリリースした。現在、ダウンロードは後継の  Embarcadero Technologies の Web サイトから行える。